# بريم شوبرا
بريم شوبرا هو ممثل هندي (وحمل سابقاً جنسية الراج البريطاني)، ولد في 23 سبتمبر 1935 في باكستان.

## أعمال

### أفلام
- (1994) لادلا
- (2003) كوي... ميل غايا[4]
- (2012) العميل فينود

## وصلات خارجية
- بريم شوبرا على موقع IMDb (الإنجليزية)
- بريم شوبرا على موقع ألو سيني (الفرنسية)
- بريم شوبرا على موقع أول موفي (الإنجليزية)
- بريم شوبرا على موقع قاعدة بيانات الفيلم (الإنجليزية)
- بريم شوبرا على موقع كينوبويسك (الروسية)